# NGC 810
NGC 810 je galaksija u zviježđu Ovan.

## Vanjske poveznice
- SEDS: NGC 810